# Lijst van Belgische adelsverheffingen 2023
Dit is een lijst van personen die in 2023 in de Belgische adel werden opgenomen en/of een titel verkregen.
De volgende gunsten werden verleend:
Vergunning van persoonlijke adeldom en de persoonlijke titel van baron of barones aan:
- Kasper Bormans, dementie-expert
- Sidi Larbi Cherkaoui, choreograaf en danser
- Anny De Windt, jeugdhulporganisatie BiJeVa
- Henri Goldberg, voorzitter van de Stichting Auschwitz
- Sabine Gössing, Alzheimerliga
- Anne Johansson, dinesthoofd Intensieve Neonatologie in het Kinderziekenhuis Koningin Fabiola
- Emilie Meessen, vzw Straatverplegers
- Elisabeth Monard, professor Chemische Ingenieurstechnieken KU Leuven
- Jean Rubay, hartchirurg
- Charles Schelfhout, schilder en tekenaar